# Mahasena
Mahasena is een geslacht van vlinders van de familie van de zakjesdragers (Psychidae).

## Soorten
- M. andamana Moore, 1877
- M. aurea (Butler, 1881)
- M. colona Sonan, 1935
- M. corbetti Tams, 1928
- M. graminivora Hampson, 1895
- M. hockingi Moore, 1888
- M. kotoensis Sonan, 1935
- M. oolona Sonan, 1935
- M. poliotricha Hampson, 1910
- M. taprobana Hampson, 1910
- M. theivora (Dudgeon, 1905)
- M. yuna Chao, 1982